# Diatreem

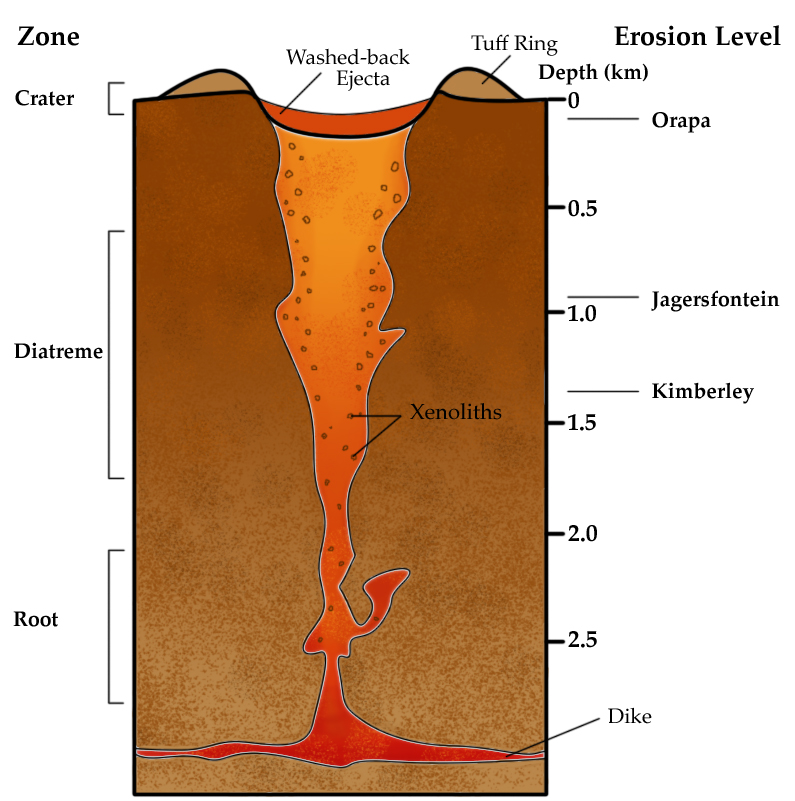
Schematische afbeelding van een diatreem. Rechts in de figuur staan enkele bekende diatremen genoemd bij de diepte die tegenwoordig aan het oppervlak ligt.

Een diatreem is een soort kraterpijp die wordt gevormd bij hoog explosief vulkanisme. 
Diatremen kunnen verschillende groottes hebben en worden in het bovenste gedeelte van de aardkorst gevormd door magma's die veel vluchtige bestanddelen (gassen) bevatten. Door het wegvallen van druk als het magma omhoogkomt zet het gas uit, wat het magma explosief maakt. Door de kracht die hierbij vrijkomt wordt een vulkanische pijp door het omringende gesteente geblazen.
In ontsluitingen zijn diatremen ronde, buisvormige structuren. Het gesteente in de diatreem is meestal breccie omringd door magmatische felsiet. De breccie heeft een felsiet matrix. Vaak zijn door het met hoge snelheid omhoogkomende magma xenolieten meegevoerd. Deze xenolieten geven een schat aan informatie over wat voor type gesteente er in de onderste delen van de korst en de bovenste delen van de mantel voorkomen.
Een diatreem wordt naar boven toe meestal wijder, omdat de omringende druk daar minder hoog is en het magma uitzette bij het omhoogkomen. Aan het oppervlak zit een diatreem vast aan een vulkanische krater. Een bekend type gesteente dat in diatremen gevonden wordt is kimberliet.